# Tamar
Tamar (hebraisk: תָּמָר "daddelpalme" samt "at gå med oprejst pande") er navnet på en række kvinder i Det Gamle Testamente.
Tamar var datter af Kong David (manden efter Guds hjerte) og søster til Absalom. Hun var en meget smuk kvinde.
Tamar var Judas svigerdatter, gift med hans søn Er. Efter Ers død giftede hans broder, Onan, sig med hende, som det var hans pligt, for at videreføre slægten, fordi Er var barnløs. Da Onan døde, fordi han ikke ville føre broderens afkom videre, men lod sin sæd gå til spilde, lovede Juda, at Tamar måtte få hans tredje søn, Shela, men han svigtede løftet. Tamar forklædte sig som skøge og bød sig til Juda, som gjorde hende gravid uden at vide, hvem hun var. Hun krævede hans signetring og hans kappe som betaling og forlod Juda. Da hun senere blev beskyldt for utroskab af Juda, fremviste hun signetringen og kappen som bevis på, at Juda var faderen.